# Campeonato Europeu de Hóquei em Patins Feminino Sub-17
O Campeonato da Europa de Hóquei em Patins Feminino Sub-17 é uma competição de seleções europeias femininas de Hóquei em Patins para jogadoras com 17 ou menos anos. Esta competição foi organizada pela World Skate Europe – Rink Hockey pela primeira vez em 2023 e foi conquista pela seleção Portuguesa.
A primeira edição oficial esteve planeada para 2013, tendo sido no entanto cancelada devido ao número insuficiente de participantes. Era organizada pelo CERH. O clube alemão SC Moskitos Wuppertal organizou o torneio com as equipas que se dispuseram a participar. Entre 2014 e 2021 o CERH organizou em seu lugar anualmente um Torneio  sub-17 em que participavam equipas, selecções regionais ou selecções nacionais oficiosas.
Em 2023, já sobre a égide a World Skate Europe, disputou-se me Correggio em simultâneos os campeonatos europeus masculinos e femininos sub-17. Participaram nesta primeira edição as seleções de Portugal, Inglaterra, Itália, Alemanha e França.

## Histórico
| Ano  | Edição | Local     | Vencedor | 2º Lugar   | 3º Lugar   | 4º Lugar |
| ---- | ------ | --------- | -------- | ---------- | ---------- | -------- |
| 2024 | 1º     | Olot      | Espanha  | Portugal   | França     | Itália   |
| 2023 | 1º     | Correggio | Portugal | Inglaterra | Itália     | Alemanha |
| 2013 | 0      | Wuppertal | França   | Alemanha 1 | Alemanha 2 | Suíça    |

## Tabela das Medalhas
| Ordem | País       | Medalha de ouro | Medalha de prata | Medalha de bronze | Total |
| ----- | ---------- | --------------- | ---------------- | ----------------- | ----- |
| 1     | Portugal   | 1               | 1                | 0                 | 2     |
| 2     | Espanha    | 1               | 0                | 0                 | 1     |
| 3     | Inglaterra | 0               | 1                | 0                 | 1     |
| 4     | França     | 0               | 0                | 1                 | 1     |
| 4     | Itália     | 0               | 0                | 1                 | 1     |